# Debre Birhan
Debre Birhan är en ort i Etiopien.   Den ligger i regionen Amhara, i den centrala delen av landet, 110 km nordost om huvudstaden Addis Abeba. Debre Birhan ligger 2 830 meter över havet och antalet invånare är 57 787.

## Terräng och klimat
Terrängen runt Debre Birhan är kuperad norrut, men söderut är den platt. Runt Debre Birhan är det ganska tätbefolkat, med 120 invånare per kvadratkilometer. Det finns inga andra samhällen i närheten. Trakten runt Debre Birhan består till största delen av jordbruksmark.